# Time (álbum de Arashi)
Time es el séptimo álbum de estudio de la boy band japonesa Arashi que fue lanzado el 11 de julio de 2007 en Japón. El álbum fue lanzado en dos ediciones una edición limitada con 2 CD y una edición regular con un CD.

## Información del álbum
La edición regular contiene una pista adicional, mientras que la edición limitada incluye un segundo CD con una canción en solitario de cada uno de los miembros del grupo, es la primera vez desde el lanzamiento del álbumOne en 2005. El álbum contiene los sencillos "Aozora Pedal", "Love So Sweet" (canción del drama japonés Hana Yori Dango 2) y "We Can Make It!" (canción del drama japonés Bambino!).

## Lista de pistas

### CD 1
| CD 1 |                                               |                                           |                                    |          |  |
| N.º  | Título                                        | Letras                                    | Música                             | Duración |  |
| 1.   | «Oh Yeah!»                                    | Unite                                     | Kazunari Ōno (オーノカズナリ?)     | 4:42     |  |
| 2.   | «Love So Sweet»                               | Spin                                      | Youth Case                         | 4:51     |  |
| 3.   | «Wave»                                        | Unite, Shō Sakurai                        | Eric Lidbom                        | 3:49     |  |
| 4.   | «We Can Make It!»                             | Unite, Sakurai                            | Fredrik Thomander, Anders Wikstrom | 4:12     |  |
| 5.   | «Firefly»                                     | Makoto Atozi, Sakurai                     | Yasushi Sasamoto (笹本安詞?)       | 3:51     |  |
| 6.   | «Taiyou no Sekai»                             | Hydrant, Sakurai                          | Hydrant                            | 4:44     |  |
| 7.   | «Carry On»                                    | Chokkyuu Murano (村野直球?)               | Masayuki Iwata (岩田雅之?)         | 4:16     |  |
| 8.   | «Rock You»                                    | Youth Case, Sakurai                       | Takuya Harada                      | 4:10     |  |
| 9.   | «Cry For You»                                 | Axel G, Sakurai                           | Jorgen Ringqvist, Jakob Ringbom    | 3:57     |  |
| 10.  | «Love Situation»                              | Miyuki Hashimoto (はしもとみゆき?)        | Shinnosuke                         | 4:07     |  |
| 11.  | «Kaze»                                        | Spin, Sakurai                             | Shinya Tada (多田慎也?)            | 4:21     |  |
| 12.  | «Be With You»                                 | Masataka Kitaura (北浦正尚?)              | Kitaura                            | 5:09     |  |
| 13.  | «Life»                                        | Tomokazu Miura (みうらともかず?), Sakurai | Ōno                                | 5:05     |  |
| 14.  | «Aozora Pedal»                                | Shikao Suga (スガ シカオ?)                | Suga                               | 5:23     |  |
| 15.  | «Everybody Zenshin» (Solo en edición regular) | Yōji Kubota (久保田洋司?)                 | Shusui, Stefan Aberg               | 4:07     |  |

### CD 2
| CD 2 |                                          |                                  |               |          |  |
| N.º  | Título                                   | Letras                           | Música        | Duración |  |
| 1.   | «Song For Me» (Satoshi Ohno solo)        | R.P.P.                           | R.P.P.        | 4:20     |  |
| 2.   | «Friendship» (Masaki Aiba solo)          | Yuya Abe (阿部祐也?)             | Abe           | 4:36     |  |
| 3.   | «Niji» (Kazunari Ninomiya solo)          | Ninomiya                         | Tada          | 4:26     |  |
| 4.   | «Can't Let You Go» (Sho Sakurai solo)    | Daisuke Mori (森 大輔?), Sakurai | Mori          | 4:26     |  |
| 5.   | «Yabai-Yabai-Yabai» (Jun Matsumoto solo) | Takuya Harada                    | Takuya Harada | 3:52     |  |

## Ventas
Con la primera semana de ventas de alrededor de 191 000 copias vendidas, el álbum llegó a vender un total de 296 231 copias a finales del año por lo que es el 41 disco más vendido en el 2007.

## Listas
| Lista (2007)                     | Posición Máxima | Certificación (Certificación) |
| -------------------------------- | --------------- | ----------------------------- |
| Japan Oricon album Daily Chart   | 1               | Platinum                      |
| Japan Oricon album Weekly Chart  | 1               | Platinum                      |
| Japan Oricon album Monthly Chart | 4               | Platinum                      |
| Japan Oricon album Yearly Chart  | 41              | Platinum                      |

## Lanzamientos
| Región        | Fecha                                            |
| ------------- | ------------------------------------------------ |
| Japón         | 11 de julio de 2007 (17 años, 8 meses y 11 días) |
| Corea del Sur | 26 de julio de 2007 (17 años, 7 meses y 27 días) |
| Hong Kong     | 28 de julio de 2007 (17 años, 7 meses y 25 días) |
| Taiwán        | 28 de julio de 2007 (17 años, 7 meses y 25 días) |